# Ahmed al-Rahawi
Ahmed al-Rahawi est un homme d'État yéménite. Il est Premier ministre dans le gouvernement houthi depuis 2024.

## Biographie
Né à Abyan, il est membre du comité central du Congrès général du peuple. Il a été par ailleurs vice-gouverneur puis gouverneur de la banque d'Abyan, ainsi que directeur puis chef du district de Khanfar, avant d'être nommé membre du Conseil politique suprême en 2019 puis Premier ministre en août 2024.